# ジャージー動物園
ジャージー動物園（ジャージーどうぶつえん、英: Jersey Zoo）は、イギリス領チャンネル諸島のジャージー島に存在する動物園である。本園では、さまざまな絶滅危惧種を保護し、自然に還す取り組みをしている。希少な動物の繁殖にも取り組んでおり、たとえば1990年にはクロライオンタマリンの飼育下繁殖に成功しており、2022年にもクロライオンタマリンの赤ちゃんが誕生している。

## ゴリラのヤンボ

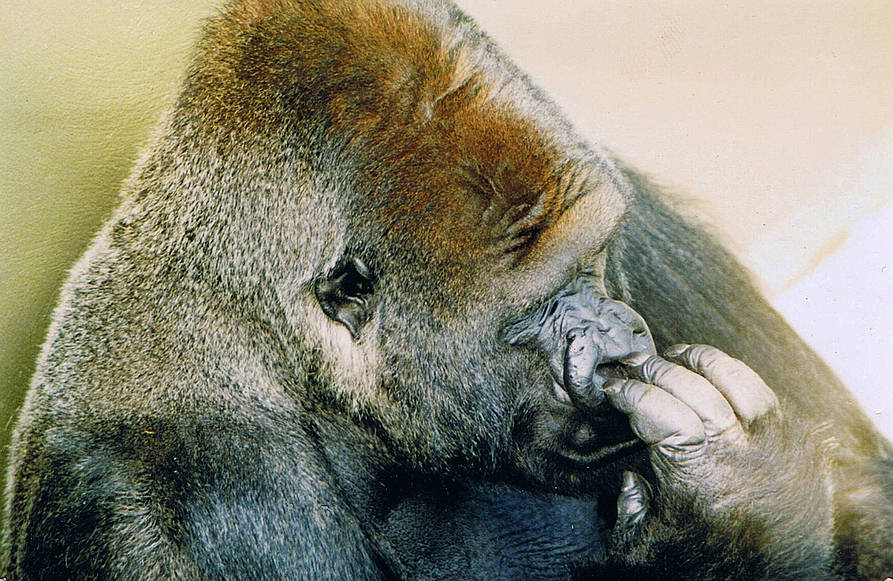
ヤンボ

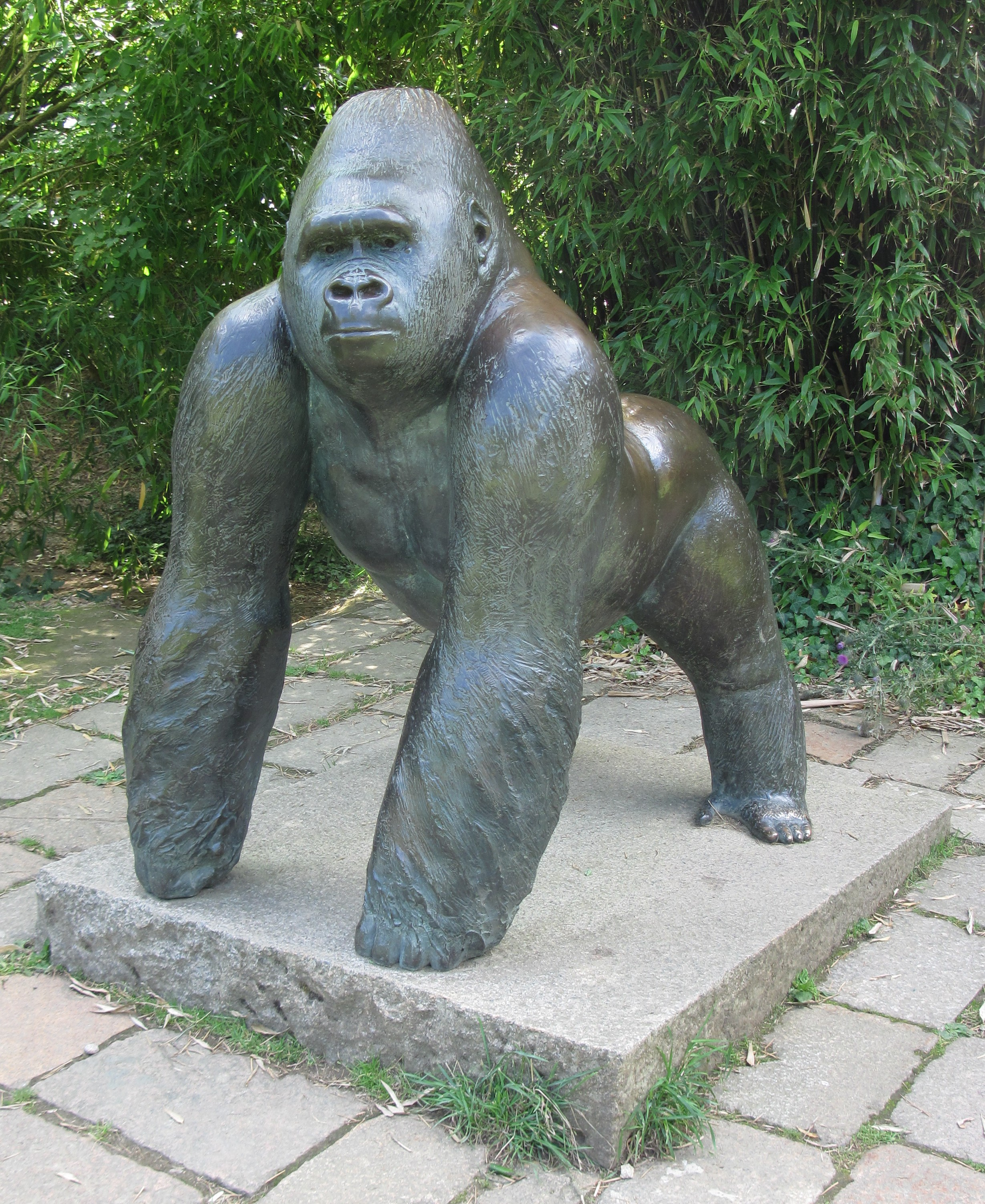
ヤンボの銅像

1986年8月30日には、本園で飼育されていたヤンボ（Jambo）という雄のゴリラが、ゴリラの居住エリアに転落した来園客を助けたという出来事が起きている。ヤンボは1992年に死去しているが、のちに銅像が建てられている。